# Conus elisae
Conus elisae é uma espécie de gastrópode do gênero Conus, pertencente à família Conidae.